# Różnia
Różnia (fr. différance) – neologizm stworzony przez francuskiego filozofa Jacques’a Derridę.
Źródłosłowiem différance jest dwuznaczność francuskiego czasownika différer – oznacza on zarówno „różnić się”, jak i „opóźniać”. Rzeczowniki différence (różnica) i différance (różnia) są w jęz. francuskim homofonami – wymawiane są identycznie, a różnica między nimi widoczna jest jedynie w piśmie.
Według Derridy „różnia” nie jest ani słowem, ani pojęciem. Różnia odnosi się do faktu, że słowa i znaki używane w języku nigdy bezpośrednio nie przywołują tego, co oznaczają (znaczony signifié nie jest referentem znaczącego signifiant), mogą być wyjaśnione jedynie za pomocą innych, kolejnych słów, zrozumienie i interpretacja których przedstawia – w nieskończoność – ten sam problem. Dlatego słowa i znaki zawsze różnią się od tego, co oznaczają; w języku naturalnym znaczenie słowa jest zawsze oddalone, opóźnione.
Alternatywnie, różnię można potraktować jako przeciwieństwo logocentryzmu.
Polski termin „różnia” stworzony został przez tłumaczkę eseju Différance, Joannę Skoczylas (zob. Drogi współczesnej filozofii, Warszawa 1978).
Alternatywnym przekładem terminu jest słowo różnicość, proponowane przez Bogdana Banasiaka, między innymi w tłumaczonym przez niego dziele Derridy O gramatologii.